# Starry Eyes
Starry Eyes è un film del 2014 diretto da Kevin Kölsch e Dennis Widmyer.

## Trama
(Assistente)
Sarah è una giovane donna con un grande sogno: quello di diventare un'attrice di successo. Per questo frequenta tantissime lezioni di teatro mentre lavora come cameriera in un ristorante, il "Big Taters". Carl, il suo capo, la rimprovera e la riprende di continuo sotto un'apparente aria paternalistica. Gli amici di Sarah sono particolarmente estrosi ed egoistici, tra cui Erin, una ragazza che cerca continuamente di rubare i ruoli di Sarah e la schernisce di continuo per i suoi insuccessi . Le uniche persone che sembrano essere veramente interessate alla felicità della ragazza sono Tracy (la sua coinquilina) e Danny, quest'ultimo è un aspirante fotografo e regista che sembra avere una piccola cotta nei suoi confronti .
Il sogno di Sarah sembra sul punto di diventare realtà quando prende parte al provino del film “The Silver Scream”, prodotto dalla famosa e antica casa di produzione Astraeus Pictures. Tuttavia, il direttore del casting, insieme alla sua assistente, si dimostra completamente disinteressato alla buona performance recitativa della ragazza e la congeda freddamente. Amareggiata e frustrata per l'ennesima sconfitta, Sarah si reca nel bagno dell'edificio dove avvengono le audizioni e incomincia a urlare e a strapparsi i capelli durante una crisi isterica. L'assistente la osserva e dopo che il suo sfogo nervoso finisce, le chiede di rifarlo davanti al direttore. La ragazza, nonostante sia molto riluttante, decide di farlo e viene presa per il film. Viene contattata una seconda volta poi per “le prove generali” e le viene chiesto di spogliarsi completamente davanti alla telecamera. Lei titubante accetta e avverte un senso di “trasformazione”, come se il tuo lato peggiore stesse per uscire allo scoperto. Inoltre, nota che il direttore del casting ha una collana col pentacolo. Euforica per la parte, lascia il suo lavoro, sicura di avere ottenuto il ruolo da protagonista.
La gioia di Sarah è destinata a durare poco. Viene chiamata a un terzo provino, conosce finalmente il produttore del film e le viene chiesto di fare sesso con lui, per dimostrare fino a che punto è determinata e senza scrupoli. La ragazza si rifiuta e corre a casa, dove racconta tutto a Tracy che cerca di rincuorarla dicendole che ha fatto la scelta giusta. Umiliata, ritorna al lavoro, facendo leva sulla pietà di Carl profondendosi in umilianti scuse. Anche Danny le dà conforto, ma quando vede che il ragazzo preferisce Erin, decide di ritornare dal produttore. Sarah pratica del sesso orale nei confronti di quest'ultimo, ma tutto ciò si rivelerà un rituale esoterico e perderà subito dopo conoscenza. Nei giorni seguenti il corpo di Sarah incomincia a subire inquietanti modificazioni: i capelli le cadono a ciocche, ha terribili crampi, perde sangue di continuo ed è soggetta a demoniache allucinazioni e visioni.
La ragazza inoltre adotta comportamenti sempre più ambigui: schiaffeggia Carl, perdendo di nuovo il lavoro, e aggredisce Tracy prima davanti agli amici e poi verbalmente in casa durante un alterco. Con pochissime energie riesce infine a parlare telefonicamente col produttore che le rivela che può rinascere accettando la sua natura maligna diventando esattamente come lui, oppure può morire. Sarah decide di "trasformarsi" e recandosi nell'abitazione dei suoi amici li uccide ad uno ad uno. Completato il massacro che servirà come banco di prova per perdere ogni traccia di umanità e positività, la setta viene a prenderla e la porta in una zona appartata fuori città per completare il rituale e farla rinascere come membro della setta.
La nuova Sarah rinasce quindi all'alba emergendo dalla tomba di terra nella quale era stata seppellita, trova vicino alla fossa una scatola rossa con fiocco, regalo della sua nuova famiglia che le augura nel biglietto un buon compleanno. Ritorna infine a casa trasformata in una donna bellissima dagli occhi verde smeraldo e completamente calva, uccide quindi la sua compagna di stanza e si prepara: truccandosi, indossando il meraviglioso vestito e la collana con pentacolo contenuti nel regalo, e infilandosi una parrucca di lunghi capelli castani. Sarah è ormai diventata il demone che illuminerà e guiderà la Astraeus.

## Produzione
Dopo aver scritto il film, i registi e sceneggiatori hanno ottenuto i finanziamenti necessari a produrlo via crowdfunding. Le riprese si sono tenute a Los Angeles per un periodo di 18 giorni.

## Distribuzione
Il film è stato pubblicato il 3 febbraio 2015 direttamente per il mercato home video, nei formati DVD e Blu Ray.

## Accoglienza
Sull'aggregatore Rotten Tomatoes il film riceve il 74% delle recensioni professionali positive con un voto medio di 6,9 su 10 basato su 23 critiche, mentre su Metacritic ottiene un punteggio di 49 su 100 basato su 6 critiche.